# الحروب الحبشية الفارسية
الحروب الحبشية الحميرية هي سلسلة طويلة من الاشتباكات المسلحة بين الإمبراطورية الساسانية ومملكة أكسوم للسيطرة على مملكة حمير في اليمن خلال القرن السادس الميلادي. بعد انتصار حاسم في معركة حضرموت عام 570، سار الجيش الحميري مدعوما بحلفاءه من الإمبراطورية الساسانية بقيادة سيف بن ذي يزن وحاصر صنعاء، وطرد الأحباش من شبه الجزيرة العربية. تولى بعدها سيف بن ذى يزن حكم البلاد. ومع ذلك، قُتل سيف على يد عبيده الأحباش بعد أربع سنوات من حكمه، وحاول الأحباش استعادة حكمهم على البلاد. فشن الجيش الساساني غزوًا وضم اليمن بحلول 575 أو 578. بعد أن تم ترسيخ السيطرة الساسانية في البلاد، تم تنصيب الجنرال العسكري الفارسي وهرز حاكمًا مباشرًا لليمن.

## خلفية
حوالي 520، أرسل كالب حملة عسكرية إلى اليمن للقتال ضد ذو نواس، الحاكم اليهودي للمملكة الحميرية الذي اشتهر باضطهاده للمجتمع المسيحي في نجران. بعد الغزو الناجح، عين كالب سميفع أشوع وهو حميري مسيحي، عاملا له. ومع ذلك، حوالي عام 525، تم عزل أشوع من قبل الجنرال أكسومي أبرهة، الذي أعلن نفسه ملكًا لمملكة حمير-أكسوم.
بعد وفاة أبرهة، واصل ابنه مسروق بن أبرهة منصب نائب ملك أكسوم في اليمن واستأنف دفع الجزية لمملكة أكسوم؛ أنهى المملكة الحميرية-الأكسومية المشتركة وضمها إلى مملكة أكسوم. في أعقاب هذه الأحداث، ثار الأمير سيف بن ذى يزن ضد الوجود الحبشي. بعد أن رفض جستين الثاني من الإمبراطورية البيزنطية المساعدة، طلب سيف المساعدة من كسرى الأول من الإمبراطورية الساسانية.

## الغزو الفارسي الأول
رداً على طلب ذي يزن، أرسل كسرى القائد العسكري الساساني وهرز وابنه نوزاده على رأس قوة استكشافية صغيرة قوامها 800 في 570. أبحر الجيش الساساني، على متن ثماني سفن، حول سواحل شبه الجزيرة العربية. على الرغم من تحطم اثنتين من السفن، إلا أن بقية السفن رست بنجاح في حضرموت. أبحر الفرس من الأبلة، واستولوا على جزر البحرين، ثم انتقلوا بعد ذلك إلى صحار، ثم استولوا على ظفار وما تبقى من حضرموت قبل أن يهبطوا في عدن.
خلال الغزو الأولي، قُتل نوزاده على يد الأحباش. أدى هذا إلى قيام وهرز بملاحقة ثأره ضد الحاكم الإثيوبي لليمن، مسروق بن أبرهة، الذي أعدمه شخصياً في معركة حضرموت. كان الانتصار الفارسي الحاسم في حضرموت بمثابة بداية تراجع أكسوم وما تلاه من حصار لصنعاء.
بعد السيطرة على صنعاء، أعاد وهرز تنصيب سيف بن ذو يزن على عرش البلاد. بعد احتلال اليمن وما تلاه من طرد للوجود الإثيوبي هناك، عاد وهرز إلى بلاد فارس بكمية كبيرة من الغنائم.

## الغزو الفارسي الثاني
بحلول عام 575 أو 578، قُتل الملك الحميري ذي يزن على يد عبيده الأحباش، وبعد ذلك حاول الأحباش استعادة قوتهم في المنطقة. ورداً على ذلك، غزا الجيش الساساني اليمن مرة ثانية، بقوة قوامها 4000 رجل وبقيادة وهرز. هذه المرة ضمت الإمبراطورية الساسانية اليمن كمقاطعة، وتم تنصيب وهرز كحاكم مباشر لها من قبل الإمبراطور الساساني كسرى الأول. ظلت اليمن تحت السيطرة الساسانية حتى ظهور النبي محمد في أوائل القرن السابع.